# Matysová
Matysová és un poble i municipi d'Eslovàquia. Es troba a la regió de Prešov, al nord del país.

## Història
La primera referència escrita de la vila data del 1408.

## Demografia
| Godina             | 1994 | 2004    | 2014   | 2024    |
| ------------------ | ---- | ------- | ------ | ------- |
| Nombre de persones | 112  | 78      | 76     | 55      |
| Diferència         |      | −30,35% | −2,56% | −27,63% |

| Godina             | 2023 | 2024   |
| ------------------ | ---- | ------ |
| Nombre de persones | 56   | 55     |
| Diferència         |      | −1,78% |